# La natura giuridica degli accordi fra Stati
(Georg Jellinek, La natura giuridica degli accordi fra Stati, 1880)
La natura giuridica degli accordi fra Stati (sottotitolo: Contributo all'edificio giuridico del diritto internazionale), pubblicato nel 1880, appartiene alla produzione giovanile di Georg Jellinek. Nonostante la brevità, e nonostante debba attendersi ancora molto tempo prima che il filosofo austriaco giunga alla elaborazione della celebre Teoria generale dello Stato, questo pamphlet non solo mostra quanto l'idea di sovranità limitata fosse già assai chiara al giovane Jellinek, ma conserva tuttora piena attualità.
Prima di trattare il tema specifico del fondamento dell'obbligatorietà degli accordi internazionali, Jellinek indaga in maniera concisa ed efficace la natura della potestà statale dal punto di vista del diritto interno. La sua riflessione cerca di porsi contro la tesi, la cui prima formulazione è fatta risalire a Jean Bodin, che la natura del potere sovrano non conoscerebbe limiti e sarebbe pertanto assoluta. Jellinek si confronta con la difficoltà di trovare una limitazione intrinseca alla potestà statale, difficoltà che sorge in quanto la natura stessa dello Stato sembrerebbe, in ultima analisi, destinare al naufragio ogni tentativo di costringere il potere pubblico ad attenersi agli obblighi contratti con i propri sudditi o con gli altri soggetti internazionali.
Nondimeno, Jellinek riesce a trovare il modo di riancorare il diritto a un contenuto sostanziale che non solo l'individuo, ma anche lo Stato in quanto potere pubblico è obbligato a rispettare.
Specialmente nel nostro tempo in cui i valori democratici non trovano mai la quiete di ciò che è posto al riparo una volta per tutte, il contributo di Jellinek appare quanto mai prezioso perché la via qui indicata si mostra come un superamento dell'approccio formalista al diritto professato dal positivismo giuridico, consentendo così di ricollocare il diritto in quanto fenomeno su di un piano ontologico.

## Premessa(estratto pp. 3-4)
Il dibattito sui fondamenti del diritto internazionale si preoccupa di toccare soltanto i profili più esteriori. Ma è soltanto la soluzione del singolo problema che può far saggiare la consistenza e il valore dei principi generali.
Se in queste pagine riuscirà a compiersi l'edificio giuridico di uno dei settori più importanti del diritto internazionale si sarà raggiunto in tal modo un duplice obiettivo.
In primo luogo, una discussione approfondita del principio soggettivo del diritto internazionale, dal quale dipende pure la stessa valutazione giuridica di questo. A mio avviso il carattere giuridico del diritto internazionale è da dimostrarsi soltanto per la via intrapresa da von Kaltenborn e Bulmerincq, e recentemente da Bergbohm. Ma proprio la negazione della possibilità di una costruzione giuridica autonoma sostenuta di recente da Fricker mostra quanto questo punto necessiti ancora di una giustificazione e di un'indagine penetrante.
E poi la fondazione del diritto pattizio in base alla natura della cosa. Di fronte alla negazione, diffusa presso gli stessi adepti del diritto internazionale, di un diritto internazionale generale positivo e alla conseguente disponibilità a ravvisare in relazione ai principi internazionali un'intesa soltanto casuale degli Stati, s'è dovuto mettere in evidenza il momento razionale nel diritto internazionale e dare dimostrazione che qui vi sono norme il cui riconoscimento collettivo è già dato dalla natura del negozio giuridico. Proprio la questione della scaturigine del diritto pattizio oggettivo mostra l'insufficienza della tesi che vuole ridurre il diritto internazionale a diritto esterno dello Stato.
La prima parte della presente trattazione deve inoltre chiarire quanto l'esistenza giuridica del diritto internazionale sia intimamente legata all'ordinamento giuridico interno e quali gravi conseguenze abbia la negazione del primo ai fini del carattere giuridico del secondo. Pertanto queste pagine auspicano di poter rivendicare qualche rilevanza anche per la teoria generale del diritto.

## Edizioni
- Georg Jellinek, Die rechtliche Natur der Staatenverträge: Ein Beitrag zur juristischen Construction des Völkerrechts, Wien A. Hölder, 1880.
- Georg Jellinek, Die rechtliche Natur der Staatenverträge: Ein Beitrag zur juristischen Construction des Völkerrechts, Nabu Press, 2010,  p. 74, ISBN 978-1-141-54674-9.
- Georg Jellinek, La natura giuridica degli accordi fra Stati. Contributo all’edificio giuridico del diritto internazionale, traduzione di Giuliana Scotto, collana Diritto (n. 11), il Sirente, Fagnano Alto, 2012,  p. 144, ISBN 978-88-87847-38-3.